# Drosophila huckinsi
Drosophila huckinsi este o specie de muște din genul Drosophila, familia Drosophilidae, descrisă de Etges și Heed în anul 2001. Conform Catalogue of Life specia Drosophila huckinsi nu are subspecii cunoscute.